# Metropolia Pampeluny i Tudeli
Metropolia Pampeluny i Tudeli – metropolia Kościoła rzymskokatolickiego w Hiszpanii. Składa się z metropolitalnej archidiecezji Pampeluny i Tudeli i trzech diecezji. Została ustanowiona 11 sierpnia 1956. Od 2007 godność metropolity sprawuje arcybiskup Francisco Pérez González.
W skład metropolii wchodzą:
- archidiecezja Pampeluny i Tudeli,
- diecezja Calahorra y La Calzada-Logroño,
- diecezja Jaca,
- diecezja San Sebastián.